# Chrysaperda collaris
Chrysaperda collaris är en skalbaggsart som beskrevs av Francis Polkinghorne Pascoe 1888. Chrysaperda collaris ingår i släktet Chrysaperda och familjen långhorningar. Inga underarter finns listade i Catalogue of Life.